# Час літати
«Час літати» (рос. «Время летать») — російський радянський художній фільм 1988 року режисера Олексія Сахарова.

## Сюжет
Дія відбувається у вигаданому аеропорту якогось міста в СРСР. Успіх роботи керівництва аеропорту оцінюється не по зльоту і посадці літаків, а по безпеці польотів. Виявляється, що аеропорт може цілком успішно діяти не беручи жодного літака, забезпечуючи абсолютну безпеку. Ситуація в залі очікування розжарюється — пасажири поступово починають розуміти, що потрапили в дивну пастку: аеропорт не функціонує.
Начальство отримує нагороди і премії, а ось рядовим співробітникам і пасажирам потрібно брати владу в свої руки, щоб домогтися функціонування аеропорту та полетіти куди їм потрібно.

## У ролях
- Іван Агафонов —  Іван Агейович, пасажир-майстер на всі руки
- Сергій Арцибашев —  Туркін Сергій
- Едуард Бочаров —  Горохов Петро Герасимович, начальник аеропорту
- Сергій Газаров —  Аркадій, пасажир-адміністратор ансамблю
- Валентин Гафт —  Віктор Іванович, пасажир-саксофоніст
- Михайло Зонненштраль —  Олексій, авіадиспетчер
- Володимир Ільїн —  Андрій Костянтинович, пасажир
- Володимир Ільїн —  Інокентій Петрович, офіціант
- Йосип Конопацький —  Ігор Дмитрович Афанасьєв, керівник польотів
- Анастасія Немоляєва —  Надя, стюардеса
- Єлизавета Нікіщихіна —  пасажирка
- Олена Соловей —  Валентина Григорівна, співачка
- Андрій Толубєєв —  Борис Чіненков, співробітник аеропорту
- Бруно Фрейндліх —  Максим Петрович, пасажир
- Володимир Балон —  морський капітан 1-го рангу, що летить в Мурманськ
- Володимир Волков —  новий начальник аеропорту
- Сергій Габніа —  пасажир з Махачкали
- Людмила Гаврилова —  Зоя Сергіївна, лижниця
- Валентин Голубенко —  Валік, пасажир-українець
- Ірина Домнінська —  чергова
- Сергій Мигицко —  пасажир
- Максим Мунзук —  пасажир
- Оксана Мисіна —  чергова
- Андрій Новосьолов —  Толік
- Юрій Ніфонтов —  авіадиспетчер
- Василь Петренко —  Міша, авіадиспетчер
- Олена Ткачова —  Ірина Семенівна, буфетниця
- Тамаз Толорая —  пасажир з Махачкали
- Наталія Фатєєва —  пасажирка, що летить в Ташкент
- Олена Яковлєва —  Міла, чергова довідкового бюро
- Ольга Анохіна —  офіціантка
- Олександра Дорохіна —  служить аеропорту
- Яна Друзь —  Галочка, дружина Валіка
- Вадим Захарченко —  метрдотель
- Зоя Ісаєва —  служить аеропорту
- Олександр Лебедєв —  пілот
- Леван Мсхіладзе —  пасажир, бас-гітарист
- Віктор Мамаєв —  пасажир-бородань
- Ігор Штернберг —  пасажир, гітарист ансамблю
- Тетяна Ронамі —  служить аеропорту
- Борис Юрченко —  Серьодкін, оратор, слюсар-наладчик заводу ігрових автоматів
- Саша Кірс —  син Валіка і Галочки
- Таня Кірс —  дочка Валіка і Галочки
- Олексій Ванін —  службовець аеропорту на мітингу   (немає в титрах)
- Юрій Мартинов —  пасажир в буфеті   (немає в титрах)
- Павло Сиротін —  міліціонер   (немає в титрах)

## Знімальна група
- Автор сценарію: Олександр Житинський
- Режисер-постановник: Олексій Сахаров
- Оператор-постановник: Валентин Железняков
- Художники-постановники: Борис Бланк, Володимир Мурзін
- Композитор: Давид Тухманов